# كأس العالم للرغبي 2007
كأس العالم للرجبي 2007 (بالإنجليزية: 2007 Rugby World Cup)‏ هو الموسم 6 من  كأس العالم للرجبي. أقيم خلال الفترة 7 سبتمبر 2007، وحتى 20 أكتوبر 2007، وبمشاركة  20 فريقاً، وفاز فيه منتخب جنوب أفريقيا الوطني لاتحاد الرغبي.